# Спенс, Джед
Диоп Техути Джед-Хотеп Спенс (англ. Diop Tehuti Djed-Hotep Spence; родился 9 августа 2000, Лондон) — английский футболист, правый защитник клуба «Тоттенхэм Хотспур».

## Клубная карьера
Воспитанник футбольной академии лондонского «Фулхэма». Летом 2018 года перешёл в «Мидлсбро». 14 августа 2018 года дебютировал за клуб в игре Кубка Английской футбольной лиги против «Ноттс Каунти» на стадионе «Риверсайд». 7 декабря 2019 года Спенс дебютировал в Чемпионшипе в матче против «Чарльтон Атлетик». 29 декабря того же года забил свой первый гол за клуб в игре против «Хаддерсфилд Таун».
В январе 2020 года был признан лучшим молодым игроком месяца Английской футбольной лиги по итогам декабря 2019 года.
1 сентября 2021 года отправился в аренду в «Ноттингем Форест» до окончания сезона 2021/22. 2 октября 2021 года забил свой первый гол за «Форест» в матче против «Бирмингем Сити». 6 февраля 2022 года забил гол в матче Кубка Англии против «Лестер Сити». По итогам марта 2022 года был признан лучшим игроком месяца в Чемпионшипе, лучшим молодым игроком месяца в Английской футбольной лиге и автором лучшего гола месяца в Чемпионшипе. По итогам сезона 2021/22 «Ноттингем Форест» вышел в плей-офф Чемпионшипа, в котором одержал победу и вернулся в Премьер-лигу, а Спенс был включён в символическую «команду сезона» Чемпионшипа, составленную из лучших игроков турнира в прошедшем сезоне.
19 июля 2022 года перешёл в «Тоттенхэм Хотспур», подписав пятилетний контракт. Сумма трансфера составила 12,5 млн фунтов, но может вырасти до 20 млн фунтов при достижении определённых условий.
30 августа 2023 года перешёл на правах аренды до конца сезона в клуб Чемпионшипа «Лидс Юнайтед». Дебютировал за клуб в матче чемпионата против «Шеффилд Уэнсдей», выйдя на замену во втором тайме. 18 сентября 2023 года получил травму на тренировке и выбыл на 8 недель. 4 января 2024 года аренда была досрочно завершена и Спенс вернулся в «Тоттенхэм», сыграв за «Лидс Юнайтед» только 7 матчей.
11 января 2024 года присоединился к «Дженоа» на правах аренды с правом выкупа.

## Карьера в сборной
В марте 2022 года Спенс получил свой первый вызов в сборную Англии до 21 года на предстоящие матчи отборочного турнира к чемпионату Европы против сборных Андорры и Албании. 29 марта 2022 года дебютировал за сборную до 21 года в матче против Албании.

## Достижения

### Командные достижения
«Тоттенхэм Хотспур»
- Победитель Лиги Европы УЕФА: 2024/25

### Личные достижения
- Молодой игрок месяца Английской футбольной лиги: декабрь 2019, март 2022
- Игрок месяца Чемпионшипа Английской футбольной лиги: март 2022
- Гол месяца Чемпионшипа Английской футбольной лиги: март 2022
- Член «команды сезона» Чемпионшипа Английской футбольной лиги: 2021/22